# 5. Golden Globe-gála
Az 5. Golden Globe-gálára 1948. március 10-én került sor, az 1947-ben mozikba került amerikai filmeket díjazó rendezvényt a los angelesi Hollywood Roosevelt Hotelben tartották meg.

## Filmes díjak
A nyertesek félkövérrel jelölve.
- Legjobb film: Úri becsületszó
- Legjobb férfi főszereplő: Ronald Colman - Kettős élet
- Legjobb női főszereplő: Rosalind Russell - Amerikai Elektra
- Legjobb férfi mellékszereplő: Edmund Gwenn - Csoda a 34. utcában
- Legjobb női mellékszereplő: Celeste Holm - Úri becsületszó
- Legjobb rendező: Elia Kazan - Úri becsületszó
- Legjobb forgatókönyv: George Seaton - Csoda a 34. utcában
- Legjobb zene: Max Steiner - Élet apával
- Legjobb operatőr: Jack Cardiff - Fekete nárcisz
- Az év felfedezett színésze: Richard Widmark - A halál csókja
- Az év felfedezett színésznője: Lois Maxwell - That Hagen Girl
- Különdíj a legjobb fiatal színésznek: Dean Stockwell - Úri becsületszó
- Különleges díj: Walt Disney - Bambi

## Fordítás
Ez a szócikk részben vagy egészben  a(z)   5th Golden Globe Awards című angol Wikipédia-szócikk fordításán alapul.  Az eredeti cikk szerkesztőit annak laptörténete sorolja fel. Ez a jelzés csupán a megfogalmazás eredetét és a szerzői jogokat jelzi, nem szolgál a cikkben szereplő információk forrásmegjelöléseként.